# Willy Iturri
Guillermo Iturri (Buenos Aires, Argentina, 5 de enero de 1953), más conocido como Willy Iturri es un músico, compositor, baterista y cantante de rock argentino. Es en parte responsable del sonido de la primera mitad de los años ochenta, cuando formó parte de la banda de Charly García e integró el exitoso trío G.I.T.

## Biografía

### Sus comienzos
Nació en Buenos Aires el 5 de enero de 1953 y en su adolescencia estudió en el Conservatorio de Música, especializándose en percusión. Una de sus máximas influencias en la batería fue Stewart Copeland.
En 1976 se integró como baterista al grupo Banana, con el que salió de gira durante cuatro años por Centro y Sudamérica.
En 1978 León Gieco lo convocó para grabar su disco Pensar en nada. También integró la banda de Raúl Porchetto, con quien grabó tres discos: Mundo, Televisión y Metegol. También fue parte de Santaolalla, el álbum debut del ganador de dos premios Óscar, Gustavo Santaolalla.

### Con Charly García
El reconocido músico argentino Charly García lo convocó en 1982 para integrar su banda en vivo. Recordadas son las presentaciones de Clics Modernos que se llevaron a cabo el 15, 16, 17 y 18 de diciembre de 1983 en el estadio Luna Park con Pablo Guyot en guitarra, Alfredo Toth en bajo, Willy Iturri en batería, Daniel Melingo en saxo, Fabiana Cantilo  en coros y Fito Páez en teclados.
Iturri se mantuvo durante cuatro años junto a García, participando en sus conciertos y en la grabación de 4 discos
Además, en 1983 grabó en el disco de Mercedes Sosa junto con el brasileño Milton Nascimento Inconsciente colectivo.

### G.I.T.
En 1984, en paralelo a su trabajo con Charly García, Iturri formó con Pablo Guyot y Alfredo Toth la banda G.I.T. , nombre que toma las iniciales de sus apellidos. El disco debut G.I.T. fue grabado en los Estudios Mediterráneo de Ibiza y tuvo en la producción artística al propio García. Los golpes secos de la batería de Iturri le imprimieron un estilo inconfundible. Con éxitos como «La calle es su lugar» y «Acaba de nacer» consiguieron un disco de oro.
Luego de exitosos recitales por América Latina, incluida una presentación en el Buenos Aires Rock & Pop Festival, compartiendo escenario con INXS y Nina Hagen, G.I.T. grabó el segundo disco, GIT Volumen 2, el cual fue disco de oro y platino en Argentina, Chile y Perú. 
En 1986 salió el tercer disco GIT Volumen 3 (1986) y hacen otra gira por toda América Latina. El cierre de la gira del disco fue en el Coliseo Amauta de Lima (Perú). 
En 1987 G.I.T. fue invitado al Festival de Viña del Mar en Chile, compartiendo escenario con Christopher Cross y Air Supply. Como trofeo, recibieron dos antorchas de plata. Este evento fue transmitido a más de 32.000.000 de televidentes de habla hispana. 
En 1988 G.I.T. grabó Primera sangre, cuarta placa del trío, que es presentada a través de numerosos conciertos.
Entre 1990 y 1991 el grupo se tomó un receso, Willy Iturri viajó a España, donde participa de la escena musical local acompañando a prestigiosos músicos españoles. 
En 1992 la compañía discográfica Virgin lo trajo de regreso a Argentina para reagrupar a G.I.T. Viajaron a Nueva York para grabar Distorsión, la quinta placa del grupo, grabada y mezclada en los estudios Electric Lady (Jimi Hendrix), por el ingeniero de sonido Dave Wittman (Led Zeppelin, Eric Clapton). El álbum fue presentado en 1994 en una megagira por Latinoamérica, que culminó con tres conciertos realizados en Japón en diferentes ciudades en donde la banda decide separarse definitivamente.
Ya a mediados de los años noventa, luego de dedicarse brevemente a la producción y a la docencia, Iturri decidió lanzar su proyecto solista, en el que tocaba la batería y ocasionalmente cantaba.
Tras quince años de ausencia de los escenarios, período en el que negaron cualquier tipo de reunión, G.I.T. reapareció en 2010 como una de las novedades del festival Cosquín Rock. Además, la breve reunión incluyó shows en la Estación Retiro de Buenos Aires y el Teatro Caupolicán de Santiago.

### Como solista
En 1998 presenta su nueva formación, realizando tres conciertos en Córdoba, convocando a 16 000 personas, cuatro conciertos en Mendoza y distintos conciertos en San Juan, La Rioja, Santa Fe y Buenos Aires, con un éxito similar.
En 1999, “Willy Iturri de G.I.T.” realiza 20 conciertos en Chile (en Santiago de Chile, Antofagasta, Arica, Calama, Rancagua, Viña del Mar, Valparaíso, Temuco y Concepción), cerrando esta gira con cinco conciertos en Lima (Perú). 
En 2000 participa en el XXI Festival de la Canción “El Telar”, transmitido por TVN. Durante la gira de este año recorrió gran parte de Chile, Perú y en Argentina realizó un recital acústico transmitido por la radio Mega en el Hard Rock Café de Buenos Aires, convocando numerosa gente. 
En 2001 y 2002, sigue haciendo presentaciones en Argentina y Chile, y en este último inaugura “Estudio 54” haciendo tres conciertos que convocan a 5000 personas. Ya en verano, participa junto a Los Enanitos Verdes en el estadio de Chile en un festival llamado “Rock por la vida”, que recauda fondos destinados a los enfermos de sida.
La gira se extiende por todo Chile, participando de varios festivales y conciertos, con un total de 18 conciertos en 24 días.
Mientras tanto sale a la venta un CD compilado llamado G.I.T. Gold siendo disco de oro y platino por las ventas obtenidas.
En el verano de 2003-2004 realizó 22 festivales en distintas comunas a lo largo de todo Chile, tocando en plazas, estadios e incluso la isla de Chiloé, convocando numeroso público en todas sus actuaciones. 
Luego fue invitado por la Vicaría de la Solidaridad a cargo del Padre Galo Fernández, convocando 40 000 personas y transmitido por TVN. 
En verano de 2003-2004 participó en festivales y conciertos a lo largo de Chile, haciendo un total de 20 presentaciones. Dentro de esas presentaciones se realizó en el estadio estación Mapocho llamado “la noche del rock latino”, conjuntamente con radio Horizonte convocando a 4500 personas. 
Willy graba un nuevo álbum llamado Ayerhoy, que consta de 7 obras inéditas y 3 nuevas versiones de temas de antes, saliendo a la venta en el mes de octubre de 2004 a través de Radio Horizonte, vendiendo para sus subscriptores 3000 discos en el término de un mes y medio. 
El 2 de junio de 2007 presentó en Buenos Aires, tras 6 años de ausencia, su primer disco como solista "Ayerhoy" grabado en Chile, con su banda trasandina y figuras invitadas. En 2009, Iturri realiza una gira por Buenos Aires y otras provincias argentinas.
En el festival Cosquín Rock 2010, se vuelven a reunir Iturri, Toth y Guyot para interpretar dos canciones de G.I.T., «La calle es su lugar» y «Es por amor». 
Otra reunión del grupo se dio en 2017 realizando presentaciones en escenarios de Argentina, Chile y Perú.
y festivales de Latinoamérica.
El 25 de abril de 2025 se presenta en la Vendimia 2025 del valle del Maipo celebrada en el parque Alberto Hurtado, en Santiago de Chile.

## Discografía

### Como solista
- Ayerhoy (2006)

### Con G.I.T.
- G.I.T. (1984)
- G.I.T. Volumen 2 (1985)
- G.I.T. Volumen 3 (1986)
- Primera sangre (1988)
- Distorsión (1992)
- Él álbum (1994)
- Oro (2003)

### Con Charly García
- Pubis angelical (1982)
- Yendo de la cama al living (1982)
- Terapia intensiva (1984)
- Piano Bar (1984)